# Amatitán (Tabasco)
Amatitán es un poblado del municipio de Jalpa de Méndez ubicado en la subregión centro del estado mexicano de Tabasco.

## Geografía
La localidad de Amatitán se sitúa en las coordenadas geográficas 18°10′13″N 93°05′18″O / 18.170278, -93.088333, a una elevación de 4 metros sobre el nivel del mar.

## Demografía
Según el Conteo de Población y Vivienda 2020, efectuado por el Instituto Nacional de Estadística y Geografía, la localidad de Amatitán tiene 331 habitantes, de los cuales 171 son del sexo masculino y 160 del sexo femenino. Su tasa de fecundidad es de 2.11 hijos por mujer y tiene 91 viviendas particulares habitadas.
| Gráfica de evolución demográfica de Amatitán entre 1900 y 2020 |
|                                                                |
| INEGI.                                                         |